# Кончицы (Брестская область)
Ко́нчицы (бел. Ко́нчыцы) — деревня в Пинском районе Брестской области Беларуси. Входит в состав Дубойского сельсовета. Она была основана осенью 1554 года.
Прямо по деревне протекает река Пина, левый приток Припяти.
Рядом с деревней расположен ботанический заказник «Кончицы» местного значения площадью 135 Га.
Ранее в окрестностях Кончиц работал детский оздоровительный центр на 300—400 человек, но сейчас это база отдыха.

## Инфраструктура
Функционировали ясли-сад, средняя школа

## Культура
- Дом культуры